# Joe Toye
Joseph J. "Joe" Toye, född 14 mars 1919, död 3 september 1995, var en soldat i amerikanska armén som slogs i andra världskriget.
Under kriget tjänstgjorde han med Easy Company, 2nd Battalion, 506th Parachute Infantry Regiment, i 101st Airborne Division.
Toye porträtterades i HBO:s miniserie Band of Brothers  av  Kirk Acevedo. Toyes livshistoria skildrades i boken A Company of Heroes: Personal Memories about the Real Band of Brothers and the Legacy They Left Us.
Toye stred från D-dagen fram till slaget vid Bastogne, där han träffades av tyskt artilleri och miste ett ben. Han blev redan tidigt i kriget respekterad av sina kamrater som en av de tuffaste soldaterna i 101st Airborne Division. Han fick efter Bastogne ligga på sjukhus 9 månader till följd av sina skador.
Efter kriget gifte sig Toye och hann få fyra barn innan han den 3 september 1995 avled i cancer.